# Alpioniscus strasseri
Alpioniscus strasseri är en kräftdjursart som först beskrevs av Karl Wilhelm Verhoeff 1927.  Alpioniscus strasseri ingår i släktet Alpioniscus och familjen Trichoniscidae. Inga underarter finns listade i Catalogue of Life.